# معدان عتيق (دير الزور)
معدان عتيق قرية سورية تتبع ناحية التبني في منطقة مركز دير الزور في محافظة دير الزور. بلغ عدد سكانها 3685 نسمة في عام 2004 حسب إحصاء المكتب المركزي للإحصاء.